# باشگاه فوتبال سریویجایا
باشگاه فوتبال سریویجایا یک باشگاه فوتبال اندونزی است که در پالم‌بانگ، سوماترای جنوبی واقع شده‌است. این باشگاه در ۲۳ اکتبر ۲۰۰۴ تأسیس شد و در حال حاضر در لیگا ۲ اندونزی رقابت می‌کند. سریویجیا مسابقات خانگی خود را در ورزشگاه گلورا سریویجایا بازی می‌کند